# Egidia de Lacy
Egidia de Lacy, lady de Connacht (castillo de Trim, condado de Meath, Irlanda; c. 1205-Connaught, Irlanda; 24 de febrero de 1240) fue una noble cambro-normanda, esposa de Richard Mór de Burgh, I barón de Connaught y Strathearn (c. 1194-1242), y madre de sus siete hijos, incluyendo a Walter de Burgh, conde de Úlster. Fue también conocida como Gille de Lacy. Egidia era hija de Walter de Lacy y su segunda mujer, Margaret de Braose.

## Familia

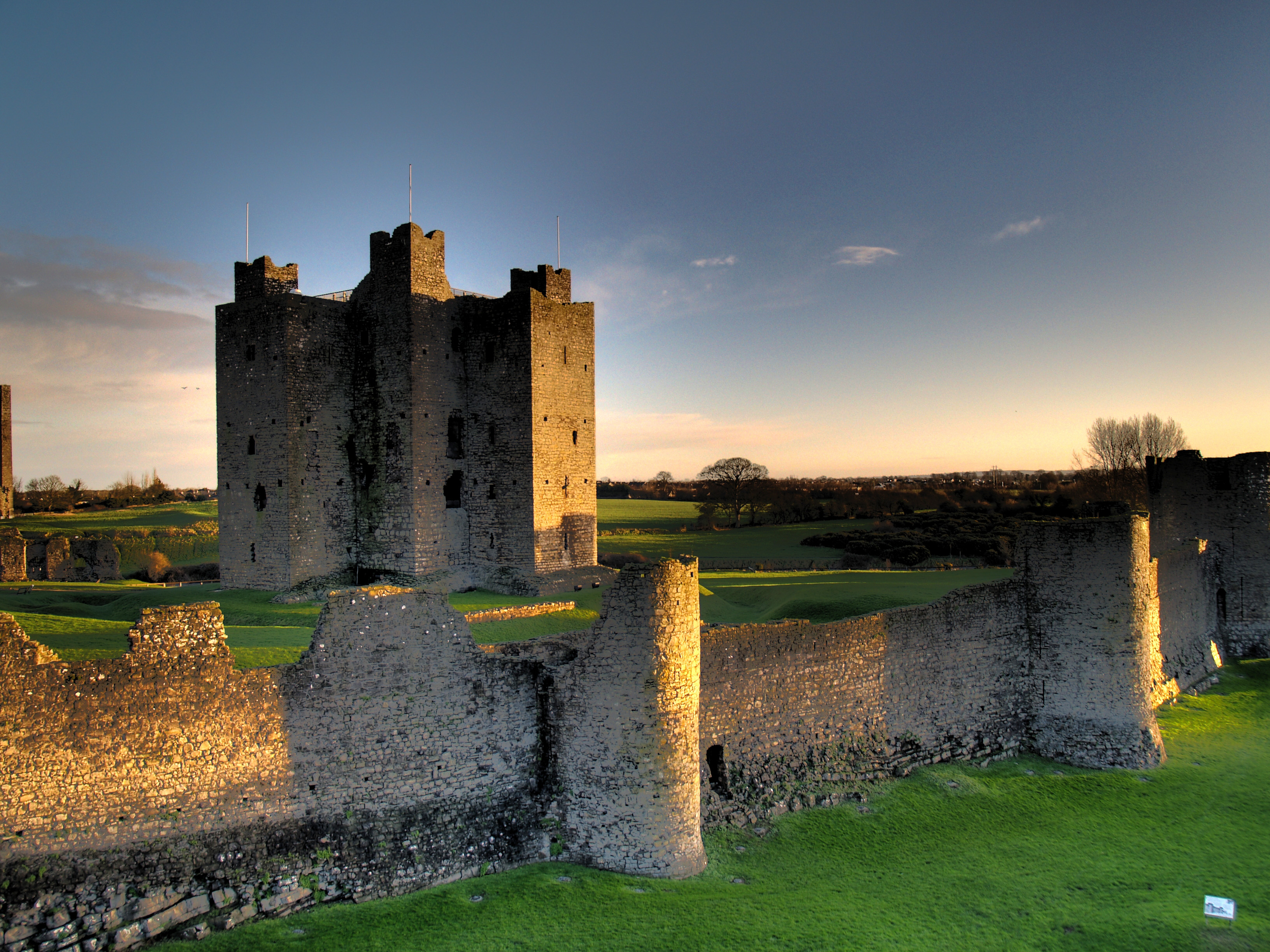
Trim Castillo, lugar de nacimiento de Egidia de Lacy.

Era una de al menos seis hermanos. Su hermano Gilbert de Lacy (c. 1202-1230) se casó con Isabel Bigod, con la que tuvo descendencia. Su hermana Pernel de Lacy (c. 1201.después del 25 de noviembre de 1288) estuvo casada con William St. Omer, y después Ralph VI de Toeni, con quien tuvo hijos.
Los abuelos paternos de Egidia fueron Hugh de Lacy, Señor de Meath, y Rohese de Monmouth, y sus abuelos maternos fueron William de Braose, Señor de Bramber, y Maud de Braose.

### Matrimonio e hijos
El 21 de abril de 1225, se casó con Richard Mor de Burgh (1194-1243), Señor de Connacht y Justiciar de Irlanda, hijo de William de Burgh y More O' Brien, hija de Donal Mor mac Turlough O' Brien, Rey de Thomond. Tuvieron siete hijos:
- Richard de Burgh, señor de Connacht (fallecido en 1248).
- Walter de Burgh, conde de Úlster (1230-1271), marido de Aveline FitzJohn, hija de John Fitzgeoffrey, Justiciar de Irlanda; y luego de Isabel Bigod, con quien engendró a Richard Óg de Burgh, II conde del Úlster.
- William de Burgh (f. 1270), casado y con un hijo, William Liath.
- Margery de Burgh (f. después del 1 de marzo de 1253), esposa de Theobald le Botiller, hijo de Theobald le Botiller, jefe Butler de Irlanda y Joan du Marais; con quien tuvo hijos. Eran antepasados de los Butler Condes de Ormond.
- Mathilda, casada con Gerald de Prendergast, ambos padres de Maud de Prendergast, primera esposa de Maurice FitzGerald, III lord de Offaly, con quien engendró a Juliana Fitzgerald.
- Hija de nombre desconocido casada con Hamon de Valoignes.
- Alice de Burgh.